# Matheus (ur. 1989)
Matheus Humberto Maximiano (ur. 31 maja 1989 w Campinas) – brazylijski piłkarz występujący na pozycji napastnika.

## Kariera piłkarska
Od 2009 roku występował w Guarani FC, Itapirense, Juventus, Avaí FC, Imbituba, Daegu FC, Portuguesa, Grêmio Maringá, Paraná Clube, XV de Novembro Piracicaba i Thespakusatsu Gunma.